# Comuna Drujba, Radîvîliv
Drujba (în ucraineană Дружба) este o comună în raionul Radîvîliv, regiunea Rivne, Ucraina, formată din satele Drujba (reședința), Mali Haikî și Novoukraiinske.

## Demografie
Componența lingvistică a comunei Drujba
     Ucraineană (99,84%)
     Alte limbi (0,08%)
Conform recensământului din 2001, majoritatea populației comunei Drujba era vorbitoare de ucraineană (99,84%), existând în minoritate și vorbitori de alte limbi.